# Buczynowa Siklawa
Buczynowa Siklawa – wodospad w Dolinie Roztoki w polskich Tatrach Wysokich. Znajduje się na niewielkim potoku wypływającym z progu Dolinki Buczynowej. Potok ten wypływa nieco poniżej ścieżki szlaku turystycznego i zaraz opada w postaci wodospadu. Buczynowa Siklawa znajduje się na wysokości około 1550 m. Woda z wodospadu spływa wieloma strugami po skalnych płytach tego progu. Zwykle niżej wsiąka w piargi i tylko po większych opadach płynie powierzchniowo na całej długości koryta, uchodząc do Roztoki poniżej Bacowej Wanty.